# Shoshonea pulvinata
Shoshonea pulvinata är en flockblommig växtart som beskrevs av Evert och Lincoln Constance. Shoshonea pulvinata ingår i släktet Shoshonea och familjen flockblommiga växter. Inga underarter finns listade i Catalogue of Life.